# La Bohème (Leoncavallo)
La Bohème ist eine Oper in vier Akten von Ruggero Leoncavallo, der auch das Libretto verfasste. Die Handlung basiert genau wie Puccinis gleichnamige Oper auf dem Roman Les scènes de la vie de bohème von Henri Murger. Die Uraufführung von Leoncavallos La Bohème fand 1897 statt, ein Jahr später als Puccinis La Bohème, deren Erfolg Leoncavallos Werk nie erreichte.
Die erste Sängerin der Mimi war die gebürtige Venezianerin Rosina Storchio.

## Handlung

### Erster Akt
Café Momus
Der Wirt Gaudenzio will die Bohèmes hinauswerfen, die Streiche spielen und nie ihre Rechnung bezahlen. Während des Essens singt Musette die Canzonetta „Mimì Pinson la biondinetta“ (Mimi Pinson, das Blondchen). Als die Rechnung für das Essen kommt, können die Bohèmes wieder nicht bezahlen. Ein Streit bricht aus, der durch Barbemuche beendet wird, der die Zeche übernimmt.

### Zweiter Akt
Der Hof von Musettas Haus
Musette ist von ihrem Liebhaber verlassen worden, der nicht länger für ihre Schulden aufkommen will. Daher sind ihre Möbel gepfändet worden und werden nun in den Hof getragen. Musette erwartet Gäste, aber kann sie nun mangels Einrichtung nur noch im Hof empfangen. Hier feiern die Bohèmes ausgelassen und wecken damit die Nachbarn auf. Es kommt zum Kampf zwischen den beiden Gruppen. Mimi lässt sich von Graf Paolo wegführen.

### Dritter Akt
Marcellos Dachstube
Musette kann Hunger und Not an der Seite des brotlosen Marcello nicht länger ertragen und beschließt, ihn zu verlassen. Mimi kommt hingegen aus Sehnsucht zu Rodolfo zurück. Musette bestürmt Mimi, zusammen mit ihr zu gehen, doch Mimi weigert sich. Wütend werfen Marcello und Rodolfo beide Frauen aus der Wohnung.

### Vierter Akt
Marcellos Dachstube, im Winter
Mimi kehrt sterbenskrank zu Rodolfo zurück. Musette, die zufällig vorbeikommt, gibt ihren Schmuck her, um Kohlen für den Ofen zu kaufen. Die Weihnachts-Glocken erklingen; Mimi stirbt.